# Kateřina Nora Nováková
Kateřina Nora Nováková (* 29. srpna 1974 Jablonec nad Nisou) je historička umění zaměřená na autorský šperk, zlatnictví a stříbrnictví, medaile a plakety 19.–20. století, historickou a současnou fotografii, muzejní pracovnice, správkyně sbírkových fondů a kurátorka výstav. Přednáší historii umění na Technické univerzitě v Liberci.

## Život
Kateřina Nora Nováková je dcerou sochaře Vratislava Karla Nováka a historičky průmyslového designu Jany Pauly.
V letech 1988–1992 absolvovala obor Tvorba a vzorování bižuterie na Střední uměleckoprůmyslové škole v Jablonci nad Nisou. Od roku 1992 studovala teorii a dějiny výtvarného umění na Filozofické fakultě Univerzity Palackého v Olomouci (do r. 1993) a dějiny umění na Filozofické fakultě Univerzity Karlovy v Praze. Studium zakončila roku 1998 obhajobou diplomové práce Státní odborná škola v Jablonci nad Nisou 1880–1951.
Roku 1991 absolvovala odbornou praxi v Muzeu skla a bižuterie v Jablonci nad Nisou, 1993 v Severočeském muzeu v Liberci a 1996 stáž v Kunstmuseu Düsseldorf. V letech 2000–2005 pokračovala doktorským studiem dějin umění na Filozofické fakultě Univerzity Karlovy v Praze, kde roku 2005 obhájila dizertační práci Zdroje inspirace jabloneckých pasířských firem v letech 1850–1945. Pedagogické minimum pro učitele středních škol absolvovala v letech 2013–2014 na Technické univerzitě v Liberci.
Roku 1997 vykonávala praxi v Moravské galerii v Brně. Od roku 1995 pracovala jako kurátorka uměleckořemeslných sbírek Severočeského muzea v Liberci, kde v letech 2012–2019 působila také jako vedoucí Uměleckohistorického oddělení a náměstkyně ředitele. Roku 2018 prezentovala historické sbírky Severočeského muzea ve Victoria & Albert Museum v Londýně. Od roku 2019 pracuje jako kurátorka Muzea skla a bižuterie v Jablonci nad Nisou.
Od roku 1992 působila jako odborná koordinátorka Mezinárodního šperkařského sympozia va Smržovce, v letech 1995–1999 byla odbornou koordinátorkou sympozia Šperk s českými granáty v Turnově. Byla členkou komise pro regeneraci městské památkové zóny v Jablonci nad Nisou (1999–2002). Je členkou poradního sboru pro sbírkotvornou činnost muzea v Turnově a členkou Numismatické komise Asociace muzeí a galerií ČR.
V letech 1996–2019 vyučovala předmět Dějiny výtvarné kultury se zaměřením na numismatiku na Vyšší odborné škole v Jablonci nad Nisou. Od roku 2003 je odbornou asistentkou Katedry designu na Fakultě textilní, Technická univerzita Liberec, kde vyučuje odborné teoretické předměty se zaměřením na dějiny šperku a bižuterie, dějiny výtvarného umění a dějiny dekoru. Jako externí pedagog působí na Katedře dějin umění Filozofické fakulty UK.
Publikuje články v časopisech Jizerská kóta 0428, Ateliér, Antique, Klenotník Hodinář, Numismatické listy, Fontes Nissae, Remeslo, umenie, dizajn, Art & Antiques, Glassrevue, Sborník severočeského muzea Historia, Bulletin: měsíčník Design centra České republiky.

### Ocenění
- Kulturní počin roku 2016: Německo–česká výstava 1906" (spolukurátorka s A. Habánovou)[9]

## Dílo
Kateřina Nora Nováková se zabývá se teorií a historií šperku, zejména autorského šperku 20. a 21. století v ČR i v zahraničí a také historií bižuterie a odborného uměleckoprůmyslového školství od 19. století do současnosti. Věnuje se také současné české medaili a plaketě.

### Publikace (výběr)
- Historie a tvorba libereckých fotografických ateliérů v letech 1850–1945, in: Sborník Severočeského muzea = Acta musei Bohemiae borealis. Historia, Sv.13 (2004) ,s. 113–117
- Klenoty z kapoty (československé motoristické plakety v první polovině 20. století), 127 s., NPÚ Sychrov, 2014, ISBN 978-80-905555-9-4 (s J. Křížkem)

#### Spolueditor
- Uměleckoprůmyslová škola v Jablonci nad Nisou 1880–2000, 280 s., Jablonec nad Nisou 2001
- Kaleidoskop vkusu / Kaleidoscope of Taste (Československá bižuterie na výstavách 1948–1989 / Czechoslovak Costume Jewellery Exhibitions 1948–1989), 214 s., Muzeum skla a bižuterie v Jablonci nad Nisou 2020

#### Spoluautor
- Sborník severočeského muzea / Acta Musei Bohemiae Borealis, 152 s., Severočeské muzeum p.o., Liberec 2004, ISBN 80-903595-0-7
- Jablonecká medailérská škola, 161 s., Město Jablonec nad Nisou, 2011, ISBN 978-80-254-9232-1
- Půvab květů historie, 115 s., Severočeské muzeum v Liberci, 2013, ISBN 978-80-87266-15-1
- Anna Habánová (ed.), 1906: Německočeská výstava Liberec / Deutschböhmische Ausstellung Reichenberg, 271 s., Oblastní galerie Liberec 2016, ISBN 978-80-87707-18-0
- Iva Knobloch Janáková, Radim Vondráček (eds.), Design v českých zemích 1900–2000, 658 s., Academia, Uměleckoprůmyslové museum, Praha 2016, ISBN 978-80-200-2612-5 (Acad.), ISBN 978-80-7101-157-6 (UPM)
- Pavla Stöhrová (ed.), Smalt / Email (Uměleckořemeslná technika i moderní povrchová úprava kovů / Enamel: Handicraft art technique and modern surface treatment of metals), 302 s., Technické muzeum v Brně 2018, ISBN 978-80-87896-53-2
- Angelika Nollert (ed.), Jablonec '68 (Erstes Gipfeltreffen der Schmuckkünstler aus Ost und West / The First Summit of Jewelry Artists from east and West), 157 s., Arnoldsche, 2018, ISBN 978-3-89790-519-1
- Snění o budoucnosti. Design československého skla a bižuterie 1948–1989, 387 s., Muzeum skla a bižuterie v Jablonci nad Nisou 2022, ISBN 978-80-86397-41-2 (váz.) (s J. Polaneckým, K. Hruškovou)

### Katalogy (výběr)

#### Autorské
- Miloslav Chlupáč: Sochy, Galerie MAG, Jablonec nad Nisou 1995
- Jiří Nepasický: Obrazy, Galerie MAG, Jablonec nad Nisou 1995
- Abstraktní malířství. Obrazy a kresby 14 autorů, Jablonec nad Nisou 1995
- Vratislav K. Novák, Plastiky, cykloty, šperky, Jablonec nad Nisou 1995
- Jiří Šibor: From Outside to Inside, kat. 32 s., Jablonec nad Nisou 1999
- Markéta Šílená: Šperk, aut. katalog 20 s., Praha 2000
- Pavel Filip, Šperky, Jablonec nad Nisou 2004
- Karel Votipka, Nati de terra, Jablonec nad Nisou 2005

#### Kolektivní
- Mezi ozdobou a funkcí II, 36 s., Multi Level Trading s.r.o., Praha 1995
- Tentokrát/1996/This time, Jablonec nad Nisou 1999
- Eros (Moderní český šperk / Modern Czech Jewelry), 48 s., Galerie Kotelna (Galerie moderního šperku), Praha 1999
- Kaleidoskop vkusu / Kaleidoscope of Taste (Československá bižuterie na výstavách 1948–1989 / Czechoslovak Costume Jewellery Exhibitions 1948–1989), 10 s., GVU Cheb 2021 (s K. Hruškovou)

### Kurátor výstav (výběr)
- 1999 Eros: Moderní český šperk, Praha – Výstaviště Holešovice 1999, Galerie Kotelna (Galerie moderního šperku), Praha, Galerie U prstenu Praha
- 2000 Eros: Moderní český šperk, Severočeské muzeum p.o., Liberec, Muzeum umění Benešov, Galerie Hrozen, České Budějovice, Bratislava
- 2016 Německo–česká výstava 1906, Severočeské muzeum v Liberci (s Annou Habánovou, Oblastní galerie Liberec)
- 2018 Nebezpečný V.K. Novák, Galerie NTK (s L. Šikolovou)
- 2020 Trendy. Design. Produkce (Mezinárodní trienále skla a bižuterie 2020), Jablonec nad Nisou
- 2020/2022 Kaleidoskop vkusu: Československá bižuterie na výstavách 1948-1989, Jablonec nad Nisou, Cheb (hlavní kurátorka)[10]
- 2022 Sladká Francie – výstava českého skleněného šperku a bižuterie, České centrum, Paříž[11][12]
- 2023 Computer Jewellery, Šperkařské symposium Trienále Jablonec[13]